# Rathaus Roermond

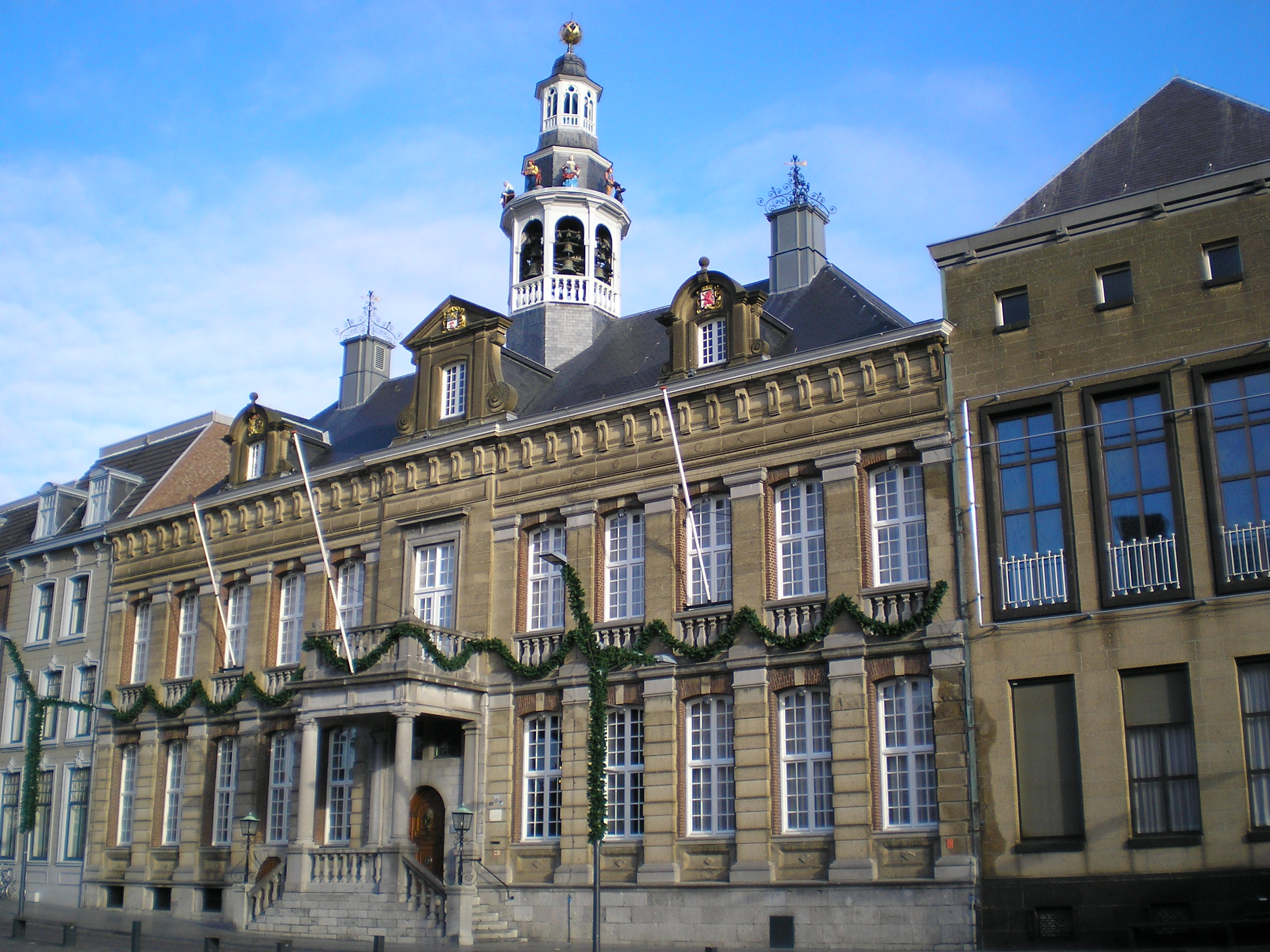
Rathaus Roermond

Das Rathaus der Stadt Roermond in der niederländischen Provinz Limburg wurde in seiner heutigen Form um 1700 am Markt errichtet.

## Architektur
Das Rathaus ist ein rechteckiger Bau mit barocker Pilasterfassade, einem Walmdach mit achteckigem Holzturm und einer Vorderfront mit drei verzierten Dachgauben, welche die Wappen des Herzogtums Gelre, der Stadt Roermond und der Provinz Limburg zeigen. Die Kellerwände bestehen zum Teil aus Kohlensandstein.
Das Glockenspiel auf dem Rathausturm (Carillon, niederländisch: beiaard) ist eine Schenkung anlässlich des 750-jährigen Stadtjubiläums von Roermond. Es wiegt insgesamt 1700 kg, besitzt 49 Glocken und kann sowohl mechanisch als auch von Hand gespielt werden. 1995 wurde es um eine Gruppe lebensgroßer beweglicher Skulpturen, welche die Geschichte Roermonds darstellen, ergänzt. Jeden Mittag um 12 Uhr drehen sich die Figuren um den Rathausturm. Dargestellt sind der Architekt (Pierre Cuypers), der Schneider, der Narr oder Musikant, der Papierschöpfer, der Bischof (van Hoensbroeck), der Leierkastenmann, der Schmied Vulcanus und die Fürstin (Maria Theresia).

## Innenausstattung
Im Innern befinden sich unter anderem eine Stuckdecke, neun gemalte Porträts von Fürsten der österreichischen Niederlande, acht Habsburgerporträts, ein Kaminstück aus der Zeit Karl VI., ein Marmorkamin aus dem 18. Jahrhundert, ein Spiegel aus der Mitte des 18. Jahrhunderts und eine Reihe antiker Möbel.

## Geschichte
Ein Vorgängerbau des Rathauses Roermond existierte schon 1399 und wurde damals als raithuys bezeichnet. Durch ein verheerendes Großfeuer im Stadtzentrum von Roermond am 16. Juli 1554 wurde dieses Gebäude zerstört. Für den Wiederaufbau des Rathauses erhielt die Stadt sechs Jahre lang jährlich 200 Goldgulden. Zum vorbeugenden Feuerschutz wurden im Zuge der Baumaßnahmen Schiefer- oder Ziegeldächer anstelle von Schilf- oder Holzdächern errichtet.
Um 1700 wurde das Rathaus umfassend renoviert und mit dem Bau der Ritterkammer begonnen, die nach Beschreibungen des 19. Jahrhunderts mit dem heutigen Bürgermeisterzimmer identisch ist. Seitdem diente das Rathaus unter anderem auch als Treffpunkt für die Staaten des Oberquartiers von Geldern (niederländisch: Overkwartier von Gelre). Gleichzeitig wurde ein Raum für die Abgeordneten der Staaten geschaffen, nämlich der heutige Ständesaal, auch bekannt als Trausaal.
1876 wurde die Fassade im französischen Stil modernisiert. Aus dieser Zeit stammen auch die alte Eingangstür und die drei Dachgauben.
Die Renovierungsarbeiten infolge der Schäden des Zweiten Weltkrieges begannen erst im Oktober 1953 und dauerten bis 1955. Wegen wachsenden Platzbedarfs entstand bald darauf hinter dem Rathaus ein unterkellerter viergeschossiger Neubau.
2004 wurde der Ständesaal in seinen ursprünglichen Zustand zurückversetzt.

## Gemeindeorganisation
Die wichtigsten Aufgaben sind folgendermaßen verteilt:
Der Gemeindeschreiber ist für die Beamten zuständig und das Bindeglied zwischen der Gemeindeverwaltung und dem öffentlichen Dienst.
Der Gemeindesekretär ist für das reibungslose Funktionieren der offiziellen Organisation verantwortlich und nimmt an der Sitzung des Bürgermeisters und der Stadträte teil.
Der Stadtschreiber wird von der Gemeindeverwaltung ernannt und  hat folgende Zusatzfunktionen:
• Mitglied der Landesarbeitsgruppe Integrity Limburg,
• koordinierender Gemeindesekretär für die Zusammenarbeit in Zentral-Limburg und
• Mitglied des Aufsichtsrats von Dimpact.

## Nationaldenkmal
Das Rathaus Roermond ist ein nationales Denkmal der Niederlande (Rijksmonument) mit der Identifikationsnummer 32567.